# Grupo ISA
El Grupo ISA oficialmente Interconexión Eléctrica es un grupo empresarial colombiano de transmisión de energía, concesionaria vial y de gestión de tecnologías de información y telecomunicaciones. Tiene presencia en América Latina y Estados Unidos. Su accionista mayoritario es Ecopetrol. 
La sede central del Grupo ISA se encuentra en la ciudad de Medellín y cuenta con oficinas regionales en Bogotá, Cali y Barranquilla. Posee 46.374 km  de circuito y 92.600 MVA de infraestructura de transmisión. Contabiliza más de 43 filiales y subsidiarias en el continente americano.
En agosto del 2021, Ecopetrol adquirió el 51,4% de las acciones que el Ministerio de Hacienda y Crédito Público tenía en esta compañía.
Diseña, construye, opera y mantiene infraestructura de carreteras a través de su filial ISA INTERVIAL en Chile, además administra la Concesión Costera Cartagena - Barranquilla. 
Posee 53.034 km de fibra óptica terrestre y submarina en operación.

## Historia
El 4 de abril de 1995 se realiza la división de Interconexión Eléctrica S.A. (ISA) dando origen a la sociedad Ecogen que posteriormente pasaría a llamarse Isagen, la cual se le transfirieron los activos de generación y comercialización de energía eléctrica, mientras ISA se encargaba de la transmisión.
Frente a los grandes problemas de generación eléctrica que vivió Colombia a principios de los años noventa, el Estado publicó entre 1992 y 1994 decretos y leyes que permitieron la participación del sector privado en la industria eléctrica mediante generadores independientes y separándolas del negocio de transporte por redes. A partir de esto se podría ejercer la comercialización separada o conjuntamente con la generación y distribución. 
El 20 de agosto de 2021, Ecopetrol cierra la transacción con la cual adquiere el 51,4% de las acciones de Interconexión Eléctrica, naciendo un conglomerado energético líder en el continente americano.
El 25 de febrero de 2025, se vio involucrada como una de las responsables por el apagón de Chile de 2025.